# 顧維鈞攝政內閣

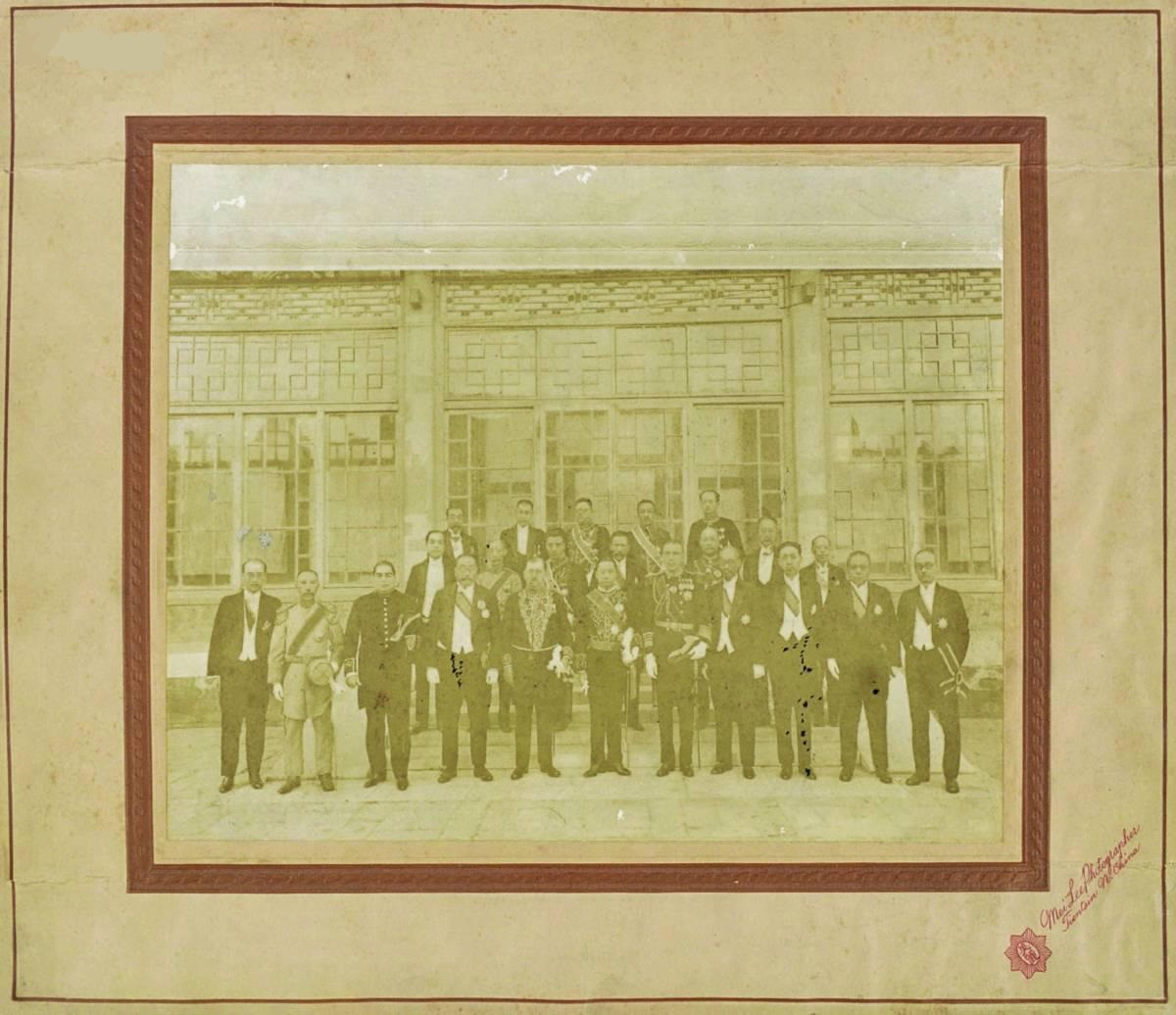
唐山交通大学教授吴采人旧藏顾维钧摄政内阁成员合影。内有国务总理兼外交总长顾维钧（中）、财政总长汤尔和（前排右四）、海军总长杜锡珪（前排右五）、司法总长羅文榦（前排右三）、教育总长任可澄（前排左四）、内务总长胡惟德、陆军总长张景惠、农商总长杨文恺、交通总长潘复等内阁成员。1927年美丽照相馆摄。

顧維鈞攝政內閣是顧維鈞臨時攝政內閣改組後成立的攝政内閣，成立於民國16年（1927年）1月12日，結束於同年6月16日。因其攝行大總統職權，故為攝政內閣。:296-300本内閣的法源是《中華民國憲法》。

## 簡介
1926年北伐戰爭爆發後，隨著奉系張作霖的軍隊不斷從中國東北開入山海關内，華北逐漸受到奉系的控制。因此改組顧維鈞臨時攝政內閣以反映軍事力量的變化就顯得有必要。1927年1月12日，新的攝政内閣顧維鈞攝政內閣成立。它和前兩屆正式内閣一樣，也是攝政内閣。原内閣中有幾位直系吳佩孚的附庸被忠於張作霖的人接替。因吳佩孚強烈反對張作霖方面的潘復繼續任財政總長，乃改讓潘復接替保定系的張志潭任交通總長，這是在張作霖的要求下由顧維鈞任命的。由於吳佩孚和張作霖都反對對方提出的財政總長人選，經羅文榦支持，顧維鈞任命好友湯爾和接任財政總長。奉系的夏仁虎繼續任財政次長。顧維鈞還任命胡惟德為内務總長，以便控制警察從而保證安全和獲取情報。:296-300
在新内閣中，顧維鈞自任“署理”國務總理，這既非“實授”也非“代理”，顧維鈞爲这一用詞而頗費心機。由於這屆内閣是攝政内閣，行使大總統職權，所以由顧維鈞自己任命自己的職務。本來他可以“實授”自己為國務總理。梁士詒也建議他“實授”。但他認爲時局不定，所以最好避免“實授”，只任“署理”國務總理，和上一屆内閣顧維鈞臨時攝政內閣時自己的“代理”國務總理相銜接。“署理”本来是用以指授衔的首脑不在，次者可“代拆代行”；“代理”是暂时代替，即顧維鈞在1月12日之前的顧維鈞臨時攝政內閣时的地位。“署理”还表示他是该部门唯一主事者，享有全权，这常用于年轻者接替年长者的时候，表示年轻者还不能把他上司工作承担起来，以示对引退的年长者的尊敬与照顾；一般情况下“署理”三个月即“实授”。顧維鈞的情况其實和“署理”的通常用法完全不符，這只是他用來避免“實授”這一名義的文字遊戲。本屆内閣仍是一屆正式内閣。:296-300
張作霖和幕僚潘復、梁士詒、鄭謙、楊宇霆等商議後認爲，解決時局困難的最好方法是成立以張作霖爲首的軍政府，以擺脫憲法限制。此前國會已在1926年被中止。由於如果張作霖想當大總統就需要國會主持選舉，而目前已無國會，所以選舉無法進行，況且擔任大總統需要受憲法和法律對大總統職權的限制，所以張作霖及幕僚才認爲不如成立軍政府好。:296-300
顧維鈞得知將成立軍政府的消息後，拒絕了在新政府中任職的邀請。:296-3001927年6月16日，孫傳芳、張宗昌、吳俊陞、張作相等人擁張作霖為陸海軍大元帥，另組軍政府；國務總理顧維鈞同日召開内閣會議，決定全體總辭職，請胡惟德兼代國務總理。1927年6月18日，張作霖在北京就任陸海軍大元帥，公布軍政府組織令，成立軍政府，以潘復組軍政府內閣。1927年6月20日，潘復内閣正式組成。:221-222
雖然顧維鈞已感到時局不定，甚至想出“署理”的名義來避鋒芒，但最終仍為這段國務總理生涯而遭難。1928年，北伐军攻占北京，南京國民政府遂在1928年7月9日发布通缉令通緝北洋政府军政要员，其中就有顾维钧。原因是他在北洋政府末期多次在内阁任要职，特別是在1927年上半年，北伐军擊败吴佩孚进入长江中下游時，他仍任國務总理出面组阁。顾维钧不但本人遭通缉，他在北京铁狮子胡同的住宅也被南京國民政府没收。

## 內閣成員
內閣成員如下（附國務院秘書長）：:31-32:63-64
| 國務總理、各部及秘書長 | 各部總長                                                             | 各部次長                                                  |
| ---------------------- | -------------------------------------------------------------------- | --------------------------------------------------------- |
| 署理國務總理           | 顧維鈞（1927年1月12日—6月17日辭、胡惟德兼代）                        | ——                                                        |
| 外交部                 | 顧維鈞（1927年1月12日—6月16日辭；兼署國務總理；6月16日次長王蔭泰代） | 王蔭泰（上屆留任—6月20日升總長；6月16日代總長）           |
| 內務部                 | 胡惟德（1927年1月12日—6月16日辭）                                    | 齊耀珹（1927年1月18日—6月20日）                           |
| 財政部                 | 湯爾和（1927年1月12日—6月16日辭）                                    | 符定一（上屆留任—？）→段永彬（1927年3月24日—6月20日；署） |
| 財政部                 | 湯爾和（1927年1月12日—6月16日辭）                                    | 夏仁虎（上屆留任—6月20日改國務院秘書長）                  |
| 陸軍部                 | 張景惠（1927年1月12日—6月16日辭）                                    | 王樹常（1927年1月20日—6月20日）                           |
| 陸軍部                 | 張景惠（1927年1月12日—6月16日辭）                                    | 何恩溥（上屆留任—6月20日）                                |
| 海軍部                 | 杜錫珪（1927年1月12日仍任—6月16日辭）                                | 謝葆璋（上屆留任—6月20日）                                |
| 司法部                 | 羅文榦（1927年1月12日仍任—6月16日辭）                                | 孔昭焱（上屆留任—6月20日）                                |
| 教育部                 | 任可澄（1927年1月12日仍任—6月16日辭）                                | 胡汝麟（上屆留任—6月20日；秦汾暫兼代）                    |
| 農商部                 | 楊文愷（1927年1月12日仍任—6月16日辭）                                | 王湘（上屆留任—6月20日）                                  |
| 交通部                 | 潘復（1927年1月12日—6月16日辭）                                      | 勞之常（上屆留任—6月20日；1月20日陸夢熊暫兼代）           |
| 國務院秘書長           | 許寶蘅（1927年1月15日—6月20日）                                      | ——                                                        |